# District de Jászberény
Le district de Jászberény (en hongrois : Jászberényi járás) est un des 9 districts du comitat de Jász-Nagykun-Szolnok en Hongrie. Créé en 2013, il compte 50 928 habitants et rassemble 9 localités : 6 communes et 3 villes dont Jászberény, son chef-lieu.
Cette entité existait déjà auparavant, sous le nom de Jászsági felső járás jusqu'en 1950. Il a existé sous son nom actuel jusqu'à la réforme territoriale de 1983.

## Localités
- Jászberény
- Jászboldogháza
- Jászfelsőszentgyörgy
- Jászfényszaru
- Jászjákóhalma
- Jásztelek
- Jászágó
- Jászárokszállás
- Pusztamonostor